# Lyckstaborg
Lyckstaborg (även Lycksta borg och Vallarna, äldre latinsk benämning Castrum Øchkneljunge) var en medeltida dansk borg eller befästning i Örkelljunga i Skåne. Smärre fynd har gjorts på platsen, men rester av borgen har inte påträffats. Det har antagits att byggherren var den danske kungen Erik Menved och att borgbygget påbörjades något av de första åren på 1300-talet. Borgen kan ha anlagts för att kontrollera vägen från Sverige, men den har också fungerat som lokalt makt- och kontrollcentrum för skatteindrivning. Under sin existens var den vid några tillfällen scenen för viktiga politiska händelser.
Borgen har med största sannolikhet varit byggd av trä i sin helhet. Den har troligen bestått av två delar, en förborg och en befäst huvudborg. Förborgen var platsen för ekonomibyggnader och kanske för ett hus där man normalt bodde och på den befästa huvudborgen fanns troligen ett försvarstorn och ett eller två hus som rymde förråd och bostad vid en eventuell belägring. Mellan förborgen och huvudborgen finns en klyfta som kan ha korsats av en bro med en enkel vindbrygga.
Örkelljunga var fram till 1658 en av Danmarks utposter mot Sverige, och som sådan av strategisk vikt. Den gamla Kungsvägen från Markaryd, en av de få vägförbindelserna mellan länderna, passerade Örkelljunga. Längs viktiga punkter längs gränsen mot Sverige uppfördes borgar som både användes för försvar och förråd. Enligt traditionen byggdes Lyckstaborg sydost om Örkelljunga kyrka. Pinnån som flyter förbi fungerade eventuellt som vallgrav runt borgen. En arkeologisk undersökning 1997 fastställde platsen för huvudborgen till det som idag kallas Lyckstaberg.
Borgen kan ha spelat en historisk roll i konflikterna mellan hertigarna Erik och Valdemar i förbund med Erik Menveds broder hertig Kristofer å ena sidan och den danske kungen i förbund med den svenske kungen Birger Magnusson å andra sidan. Erik Menved var gift med Birgers syster Ingeborg.
Händelseförloppen i stridigheterna 1307-1308 är delvis dunkla. I september 1307 befann sig dock Erik Menved i Örkelljunga med sitt följe och har daterat åtminstone en kunglig skrivelse därifrån. Skrivelsen var adresserad till hansastaden Lübeck, och inledningen lyder moderniserad:
Øthknaelyung i Herrens år 1307 åttonde dagen efter den heliga jungfruns födelsedag (15 september) i närvaro av de ärevördiga fäderna, herrar biskopen Olof av Roskilde och ärkebiskopen Esger Juel av Århus och våra övriga Råd.
Detta är första gången Örkelljunga nämns i historiska källor. Vid denna tid pågick förhandlingar mellan Erik Menved och hertigarna, och en uppgörelse ägde rum i Örkelljunga. Datum för uppgörelsen är osäker; det kan ha skett i september 1307 eller vid jultid. I den utfärdade så kallade "Örkelljunga-traktaten" slöts följande överenskommelse:
en euig fred oc sone imellem hertigerne och konning Byrge aff Suerig
1310 hade kung Birger lånat 10 000 mark silver av Erik Menved, och summan skulle amorteras av på Mickelsdag (29/9) i "Ørckneliung", vilket antas betyda kungliga borgen. Sex år senare hade borgen spelat ut sin roll. Enligt Själlandskrönikan brände den halländske hövitsmannen Eskil Krake "Castrum Øchkneljunge" 1316.